# Кэвитт, Дик
Ричард Альва Кэвитт (англ. Richard Alva Cavett (/ˈkævɪt/); род. 19 ноября 1936) — американский телеведущий и комик. Программы Кэвитта отличались живостью стиля при глубоком проникновении в предмет обсуждения. Программа Кэвитта The Dick Cavett Show регулярно выходила на национальных ТВ-каналах США в течение пяти десятилетий с 1960-х по 2000-е годы.
За годы работы провел интервью со многими знаменитостями, в том числе Сальвадором Дали, Граучо Марксом, Кэтрин Хёпберн, Джуди Гарленд, Марлоном Брандо, Ингмаром Бергманом, Жаном-Люком Годаром, Джоном Ленноном, Ричардом Бёртоном и другими в фильмах Тернер Классика..
Существует мнение, что Кэвитт является «величайшим ведущим ток-шоу всех времен».